# NGC 6294
NGC 6294 é uma estrela dupla na direção da constelação de Ophiuchus. O objeto foi descoberto pelo astrônomo John Herschel em 1828, usando um telescópio refletor com abertura de 18,6 polegadas. 